# Royal Suspension Chain Pier

Der Strand von Brighton mit dem Royal Suspension Chain Pier im Hintergrund (Gemälde von John Constable; Öl auf Leinwand, um 1824)

Der Royal Suspension Chain Pier (im Volksmund auch Chain Pier oder Brighton Chain Pier genannt) war eine Seebrücke (englisch Pier) in der südenglischen Stadt Brighton in der Grafschaft East Sussex. Mit einer Länge von rund 309,06 Metern (1014 Fuß) galt der Royal Suspension Chain Pier als längstes abgespanntes Bauwerk seiner Zeit sowie die längste (See-)Brücke im Vereinigten Königreich.
Das Bauwerk befand sich an der Strandpromenade unterhalb des Max Miller Walks. In direkter Nachbarschaft befand sich auch das ehemalige Brighton Aquarium. Die Brücke entstand von 1822 bis 1823 unter der Planung und Leitung des britischen Bauingenieurs Samuel Brown in der Form einer Kettenbrücke.
Die Seebrücke diente in ihren Anfangsjahren hauptsächlich als Anlegestelle für Frachtschiffe, später auch für Passagierschiffe.
Ab den 1840er Jahren wurde der Pier ein beliebtes Ausflugsziel für viele Einwohner von Brighton und den umliegenden Ortschaften. Ab den 1860er Jahren verlor das Bauwerk zunehmend an Bedeutung und wurde dem Verfall überlassen. Wiederholte Versuche, die Seebrücke an vermögende Investoren zu verkaufen, scheiterten folgeweise. Der Stadtrat verordnete nach den erfolglosen Versteigerungen den Abbruch des Piers, zu welchem es jedoch nicht mehr kam. 1896 wurde das Bauwerk durch einen schweren Sturm im Dezember fast vollständig zerstört. Die Reste des Bauwerks wurden in den nachfolgenden Tagen abgetragen.

## Vorgeschichte
Die Stadt Brighton liegt im Süden von England in der Grafschaft East Sussex am Ärmelkanal. Infolge der Lage mussten zu Beginn des frühen 19. Jahrhunderts alle Waren, die nicht vor oder im Ort produziert werden konnten, mithilfe von Fuhrwerken oder kleinen Schiffen transportiert werden; die Eröffnung der ersten Eisenbahnlinie von Brighton nach London erfolgte erst im Jahre 1841. Zudem gab es keine Anlegestellen für größere Fracht- oder Passagierschiffe. Für die kleineren Boote und Schiffe errichtete man einfach erbaute Holzstege. Die Boote zogen die Fischer an Land, wo sie diese für Wartungsarbeiten und während des Nichtgebrauchs deponierten. Boote und Fracht lagerte man oftmals zu dieser Zeit im Freien am Strand. Zum Schutz vor Umwelteinflüssen deckte man die Kisten mit Segeltuch oder einfachen Stoffplanen ab.
Der große Warenverkehr zwischen Großbritannien und anderen Ländern wie Frankreich und Irland kam in der zweiten Hälfte des 19. Jahrhunderts auf. Mit dem Aufkommen der ersten Bahnverbindung von London nach Brighton war es möglich, Waren innerhalb eines kurzen Zeitraumes in die umliegenden Grafschaften und Städte zu transportieren. Dies verstärkte sich zusätzlich mit den ersten Verbindungen größerer Dampfschiffe zwischen den Ländern, da es nun als erdenklich erschien, Güter mit dem Schiff in weiter entfernte Regionen zu befördern.

## Planung und Konstruktion
Bestrebungen zum Bau einer Seebrücke gab es bereits im Jahre 1806. Ein Konzept zur Errichtung des Pier fand sowohl öffentliche als auch politische Beachtung. 1821 plante die zur selben Zeit gegründete Brückenausschussfirma Brightelmston Suspension Pier Company den Bau der Seebrücke. Der Stadtrat setzte daraufhin eine Kommission ein, um eine mögliche technische Realisierung zu untersuchen und einen geeigneten Standort zu finden. Für die Planungen und den Bau wurde der britische Bauingenieur Samuel Brown beauftragt, welcher bereits zu Beginn des 19. Jahrhunderts zahlreiche Konstruktionen von Hängebrücken im Vereinigten Königreich plante und erbauen ließ.
Samuel Browns Konstruktion sah eine Kettenbrücke als Seebrücke mit einem unausgesteiften Brückendeck vor. Der Ausleger sollte von insgesamt acht großen Hauptketten, die über vier große pyramidenähnliche Pfeiler verliefen, gehalten werden. Mehrere kleine vertikal verlaufende Eisenketten verbanden die Hauptketten und das Brückeneck miteinander. Brown platzierte die Pylone in gleichmäßigem Abstand voneinander entfernt. Den Abschluss bildete eine terrassenähnliche Aussichtsplattform mit einem T-förmigen Grundriss. Die Fundamente der Pylone sollten einen oktogonalen Grundriss erhalten. Die Fundamente bestanden aus massiven Eichenbohlen, welche man bis zur Hälfte in den Untergrund trieb.
Die Seebrücke war eine einseitig erdverankerte Kettenbrücke, beginnend mit einer Brückenbasis, durch derer die Haupttrageketten auf der Landseite verankert waren sowie einem Anlegeponton mit einem Ankerblock, in dem die Zugseile am anderen Ende befestigt wurden.
Der eigentliche Brückenzug bestand aus einem einzigen Segment und war nur von den Brückenpfeilern unterbrochen. Die Länge des Steges, beginnend an der Promenade, betrug 309,06 m (1014 Fuß), die komplette Länge ab der Brückenbasis entsprach 346,25 m (1136 Fuß).
Die Breite des Steges wurde auf 3,96 m (13 Fuß) festgesetzt.

## Baugeschichte
Nach dem feierlichen Spatenstich zu Beginn des Jahres 1822 begannen die Arbeiten an den Fundamenten. Dazu wurden bis zu 22 Fuß (7 m) lange Eichenpfähle in das steinige, teils schlammige Bett des Ärmelkanals getrieben. Diese Baumaßnahme nahm mehrere Tage in Anspruch, da das Einbringen der Bohlen nur bei Ebbe möglich war.
Brown platzierte nach seinen Entwürfen die Bohlen in Gruppen von bis zu 20 Stück pro Pfeiler. Die Plattform, die den Abschluss der Brücke bildete, ruhte auf 150 senkrechten Pfählen. Man brachte zusätzlich diagonal verlaufende Pfähle und waagerechte Querstreben an, die die Stabilität erhöhen sollten.
Die Plattform war 80 Fuß (24,38 m) lang und 40 Fuß (12,19 m) breit. Die Gesamtgrundfläche betrug 297,29 m².
Der Boden sollte mit 30,48 cm (12 Zoll) dicken Granitpflastersteinen gedeckt werden, die von der Halbinsel Isle of Purbeck geliefert wurden. Die verwendeten Pflastersteine machten den größten Anteil am Gesamtgewicht der Plattform aus; insgesamt wog diese nach der Errichtung etwa 200 Tonnen.
Nach Abschluss der Arbeiten am unteren Bereich der Fundamente wurde mit dem Bau der Pfeiler oberhalb des Brückensteges begonnen. Die Grundgerüste der Pylone entwarf Brown als eine reine gusseiserne Rahmenkonstruktion, die mit Stahltafeln verblendet werden sollten. Als Verbindungsmittel kamen Niete zum Einsatz, die man mit einem speziellen hydraulischen Verfahren in die vorgebohrten Öffnungen einfügte. Brown orientierte sich bei den Entwürfen der Pylone an den Pyramiden von Gizeh, die ihm als Vorbild dienten. Jeder dieser Pfeiler bestand aus zwei identischen trapezförmigen Aufbauten mit einem rechteckigen Grundriss und einer Höhe von jeweils 25 Fuß (7,62 m). In der Mitte waren sie durch einen 10 Fuß (3,048 m) breiten Durchgang getrennt und oberhalb mit einem bogenförmigen Querträger, den ein kleiner Dreiecksgiebel krönte, miteinander verbunden. Jeder dieser Giebel besaß auf der Spitze einen kleinen Fahnenmast. Unter dem Bogen installierte man zusätzlich eine Laterne, die zur Beleuchtung der Brücke und auch der Orientierung von Schiffen während der Dunkelheit dienen sollte. Am hintersten Pfeiler brachte man eine Glocke unter dem Bogenträger an, um ankommenden Schiffen Signal zu geben. Zusätzlich beherbergte jeder Pfeiler ein bis zwei kleinere Geschäfte. Diese boten u. a. Süßwaren, Erfrischungen, Schmuck, Drucke, Ansichtskarten, Bücher und polierte Steinchen vom Brighton Beach an. Im hinteren dritten Pylon besaß der britische Künstler John Gapp ein Atelier.

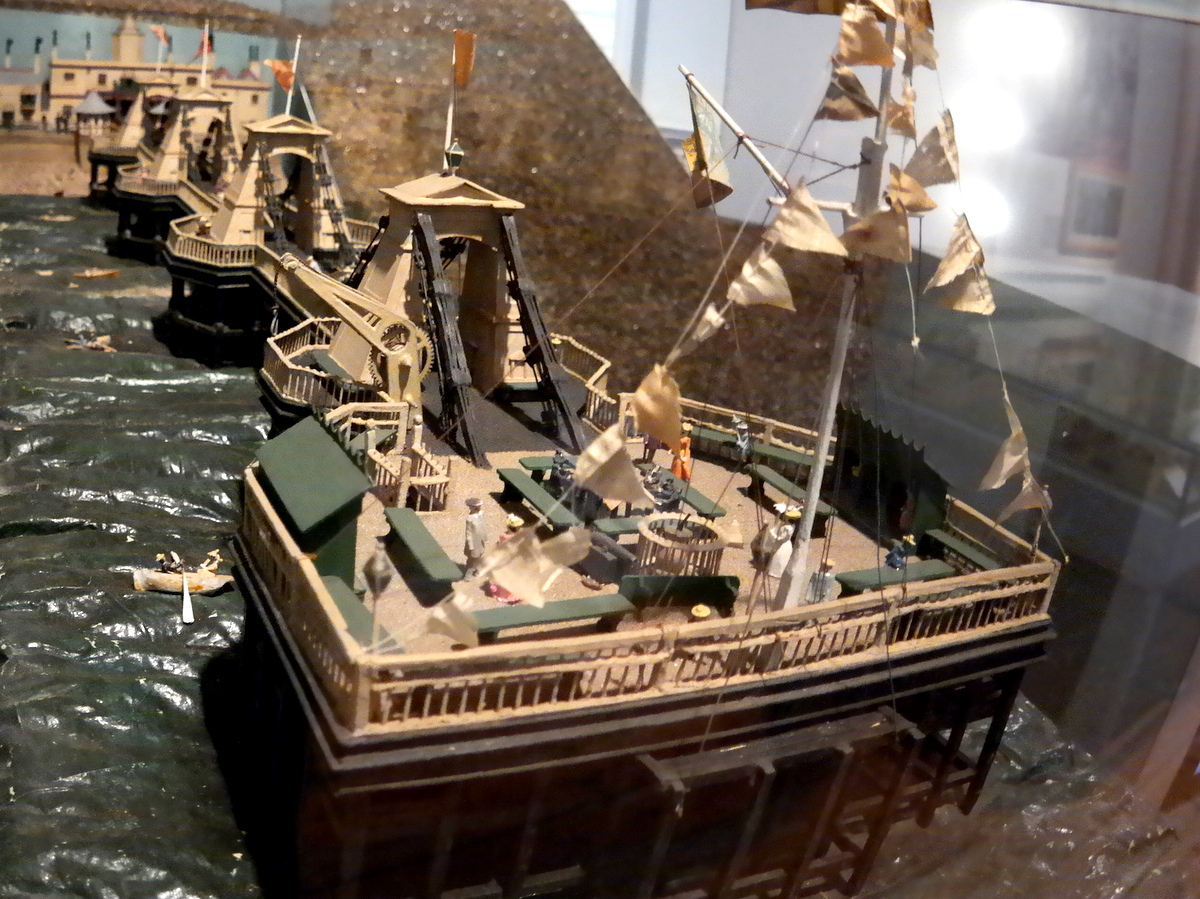
Ein Modell der Seebrücke in der Brighton Museum & Art Gallery

Mit der Anbringung der acht Haupttrageketten und 362 Hänger war, wie auch bei vielen anderen Kettenhängebrücken, Samuel Browns Firma Newbridge Chain & Anchor Works beauftragt worden. An diese Ketten wurden besonders hohe Anforderungen gestellt, da sie das gesamte Gewicht des Brückendecks tragen mussten.
Die Hauptketten gruppierte man zu einem Paar von jeweils zwei Stück übereinander und nebeneinander. Alle vier Kettenpaare bestanden aus gehärteten Eisenstäben. Ab dem hintersten Pfeiler auf der Seeseite ging das obere Kettenpaar in flache Augenstäbe über. An jedem Ende befand sich ein runder Kopf mit einer Bohrung in der Mitte. Diese hatten einen Umfang von 61 Zoll (15,24 cm), einen Durchmesser von 2 Zoll (5,08 cm) sowie eine Länge von 10 Fuß (3,04 m). Das Gewicht eines Kettengliedes lag bei etwa 112 Pfund (50,80 kg).
Brown verband die einzelnen Glieder mithilfe von 2 Zoll (5,08 cm) dicken Bolzen. Diese Bolzen fanden bereits bei einigen seiner früher errichteten Bauwerke Verwendung. Die Bolzen waren robuster gegenüber herkömmlicher Schrauben, da diese speziell unter hohen Temperaturen gehärtet wurden und somit eine höhere Festigkeit besaßen.
Die untere Kettengruppe bestand aus ebenfalls gehärteten schmiedeeisernen Rundstäben, deren Enden man zu einer Schlinge bog. Die in den Schlingen eingebrachten Bolzen verbanden die einzelnen Tragelemente miteinander.
Die Montage der Tragketten begann auf der Landseite. Dazu wurden parallel zwei tunnelförmige Aussparungen bis zu 40 Fuß (12,19 m) in die Seemauer gegraben. Am hinteren Ende der beiden Tunnel errichtete man zur Verankerung der Ketten jeweils einen Block, bestehend aus Ziegelsteinen, die mit Zement verfugt wurden. In diesem befand sich ein zweiter quadratischer Block aus Granit, in deren man die Verankerungsglieder steckte.
An beiden Tunnelöffnungen setzte man zwei Steinblöcke in Form eines Würfels ein, die mit jeweils einer gusseisernen Platte versehen wurden. Durch diese Blöcke sollten dann die Ketten geführt und die Stabilität zusätzlich erhöht werden. Beide Platten hatten eine quadratische Form und ein Gewicht von ca. zwei Tonnen.
Nach der Verankerung in der Seemauer legte man die Tragketten über die Kettensättel auf den Pylonspitzen zum hinteren Ende. Diese verankerte Brown dann in einem zweiten Ankerblock. Das eigens für die Montage des auf beiden Seiten der Brücke errichtete Behelfsgerüst wurde jedoch zweimal von schweren Stürmen beschädigt, sodass sich das Installieren der Tragketten über mehrere Tage hinauszögerte. Ein Arbeiter verlor durch einen Sturz sein Leben, drei weitere wurden während des Baus schwer verletzt. Nach der Installation erhielten die Ketten einen grünfarbenen Schutzanstrich gegen Korrosion.
Die Montage des Brückendecks begann ebenfalls auf der Landseite und endete am hinteren Bereich des Piers. Für die Verbindung der Tragketten mit dem Ausleger verwendete Brown speziell gehärtete runde Eisenstäbe. Als Verbindungselement für die Hauptketten mit den vertikal verlaufenden Hängerpaaren kamen gehärtete T-förmige Tragschlösser zum Einsatz. Ein solches Schloss fasste jeweils zwei Tragketten ein und verband diese mit den senkrechten Eisenstäben.
Der Steg war mit 7 Zoll (17 cm) dicken Kreuzschlössern mit den vertikal angeordneten Streben, die Brown selbst entwarf, gesichert.
Nach dem Zusammenbau des Brückendecks sowie deren Befestigung installierte man als letzten Schritt das Brückengeländer.
Das Geländer war eine einfache Ausführung aus Schmiedeeisen. Der Aufbau dieser Brückenbrüstung begann am vordersten Ende des Piers und endete am hinteren Teil auf der Plattform. Der vollständige Abschluss der Bauarbeiten erfolgte im Oktober 1823.

## Bedeutung und Nutzung

### Der Pier als Anlegestelle

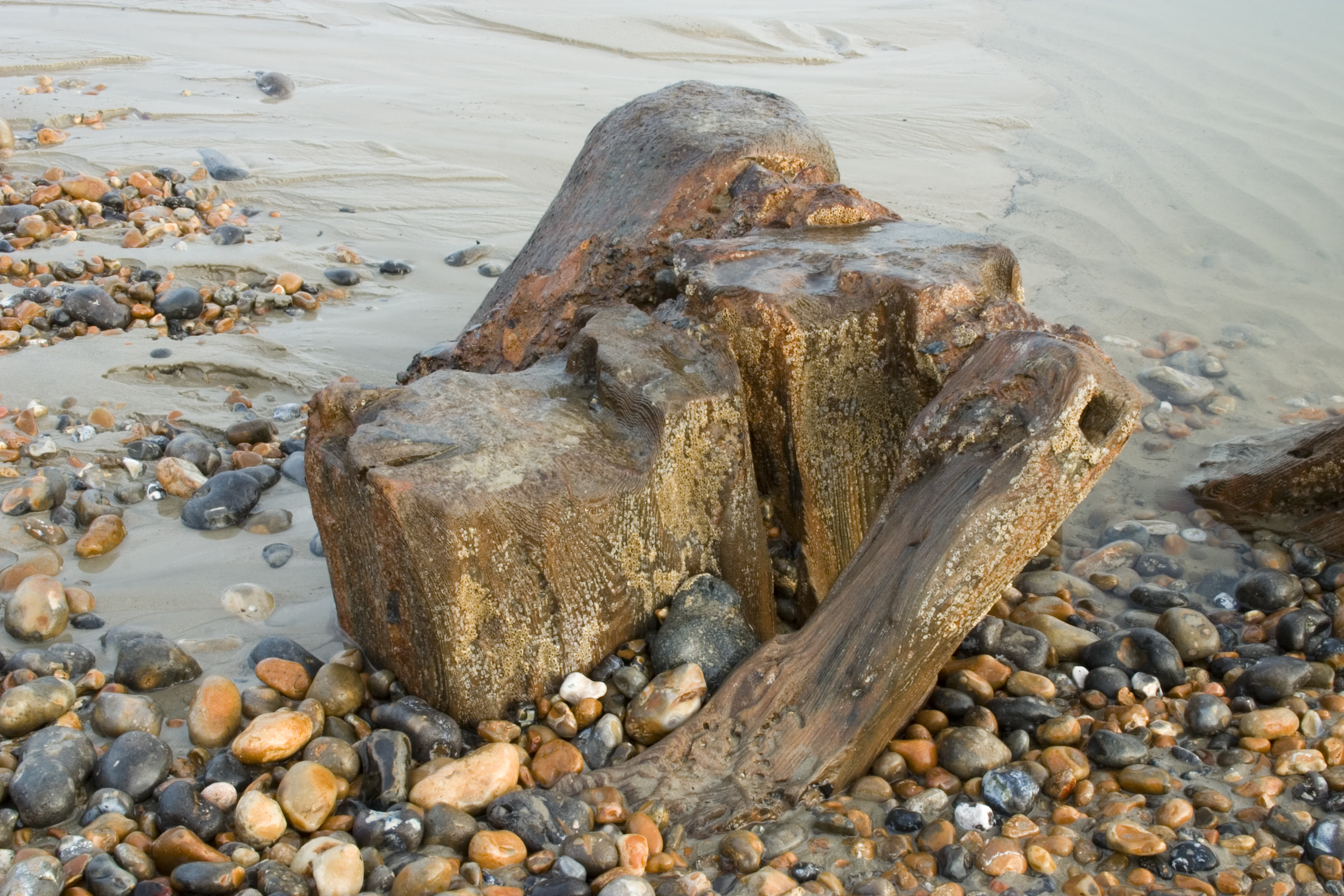
Überreste vom Fundament des vordersten Pfeilers. Das Holz der Pfähle wurde mit einer Speziallösung behandelt und ist bis heute weitgehend erhalten geblieben.

Nach etwa einjähriger Bauzeit wurde der Royal Suspension Chain Pier am 25. November 1823 feierlich eröffnet. Die Gesamtkosten beliefen sich, wie spätere Kalkulationen ergaben, auf rund 30.000 Pfund. Diese bezogen sich größtenteils auf die Konstruktion.
Die Brücke diente nach ihrer Eröffnung hauptsächlich als Anlegestelle für Frachtschiffe. In den ersten Jahren legten nur kleinere Schiffe an und ab, in der nachfolgenden Zeit auch größere Frachter. Als ab Mitte des 19. Jahrhunderts das Reisen auf Schiffen beliebt wurde, nahmen sich auch zahlreiche Passagierdampfer unterschiedlicher Größe und Kapazität die Seebrücke als Anlegestelle zum Ziel. Der Personen- und Warenverkehr war in den Anfangsjahren nur zwischen Großbritannien, Frankreich und den Niederlanden sowie einigen kleineren Inseln, darunter die Isle of Man, beschränkt. Die Hauptrouten führten nach London, Dover und in das südlich gelegene Dieppe in Nordfrankreich.
Bereits in den frühen Jahren nach der Eröffnung der Brücke kam es zu ersten ernsten Zwischenfällen. Ein Sturm beschädigte 1824 einen Teil der Aufbauten an einem der Pfeiler. Bei einem Herbststurm im Jahre 1833 stürzte ein 311 Fuß langes Teilstück des Brückendecks zwischen dem dritten und vierten Pfeiler in das Meer. Dies geschah 1836 an derselben Stelle wiederholt, sodass man nach erforderlichen Reparaturen an diesem Brückenabschnitt stärkere Tragelemente einsetzte.

### Die Brücke als Touristenattraktion

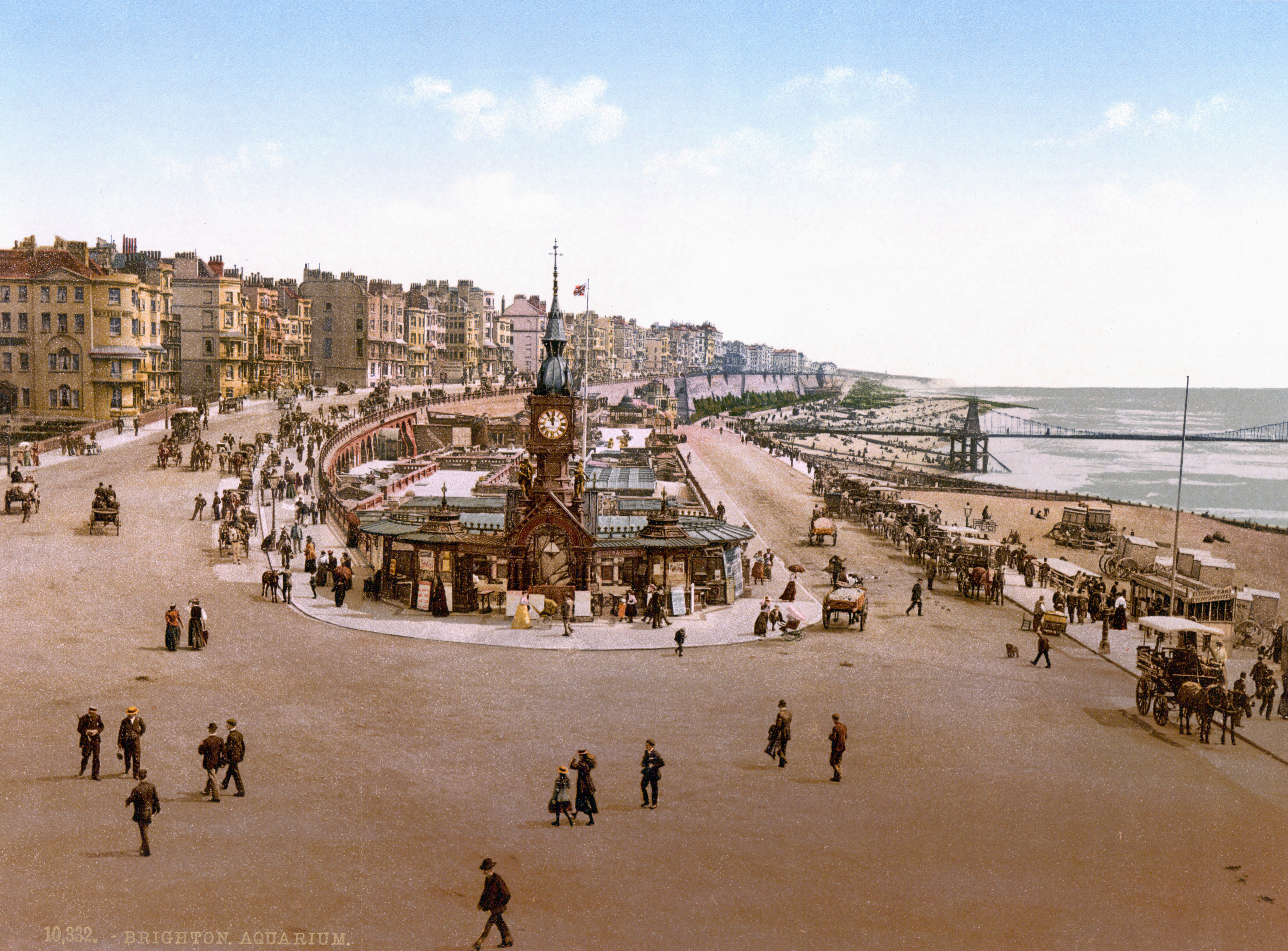
Das alte Brighton Aquarium mit der Promenade; im Hintergrund der Royal Suspension Chain Pier. (Fotochromdruck, um 1890)

Ab dem Jahr 1830 zog der Pier nach und nach Touristen und Besucher aus der näheren Region an. Mit der Eröffnung kleinerer Attraktionen und Fahrgeschäften nahm der Tourismusverkehr verstärkt zu. Besonders ab Mitte der 1850er Jahre erhöhte sich mit der Errichtung von zwei kleinen Unterständen, Sitzgelegenheiten im Freien sowie eine Camera obscura die Beliebtheit der Seebrücke. Darunter warben viele Betreiber der Attraktionen und Fahrgeschäfte, die sich in unmittelbarer Nähe der Brücke befanden, für das Bauwerk. Der Pier diente jedoch weiterhin als Anlegestelle für Boote und Schiffe.
Mit der Eröffnung des West Pier im Jahr 1866 schwand allmählich die Popularität und einstige Beliebtheit der Seebrücke. Das Bauwerk wurde dann kaum mehr gepflegt und instand gesetzt. Die Holzplanken des Steges zeigten zunehmend Mängel auf und wurden bald Opfer der Holzfäule, die Ketten und die Vertäfelungen, die durch vernachlässigte Wartungsarbeiten ihren Schutzanstrich verloren, wiesen Spuren von Korrosion auf. Darüber hinaus gerieten die Fundamente der Pylone sowie die der Plattform aus dem Lot.
Da es der Stadt Brighton zu dieser Zeit jedoch an finanziellen Mitteln mangelte, erschien eine vollständige Sanierung des Bauwerks aussichtslos. Die Vernachlässigung der Instandsetzungsarbeiten führte schließlich so weit, dass die Brücke bereits ab den frühen 1880er Jahre nicht mehr betreten werden konnte und für die Öffentlichkeit geschlossen werden musste.

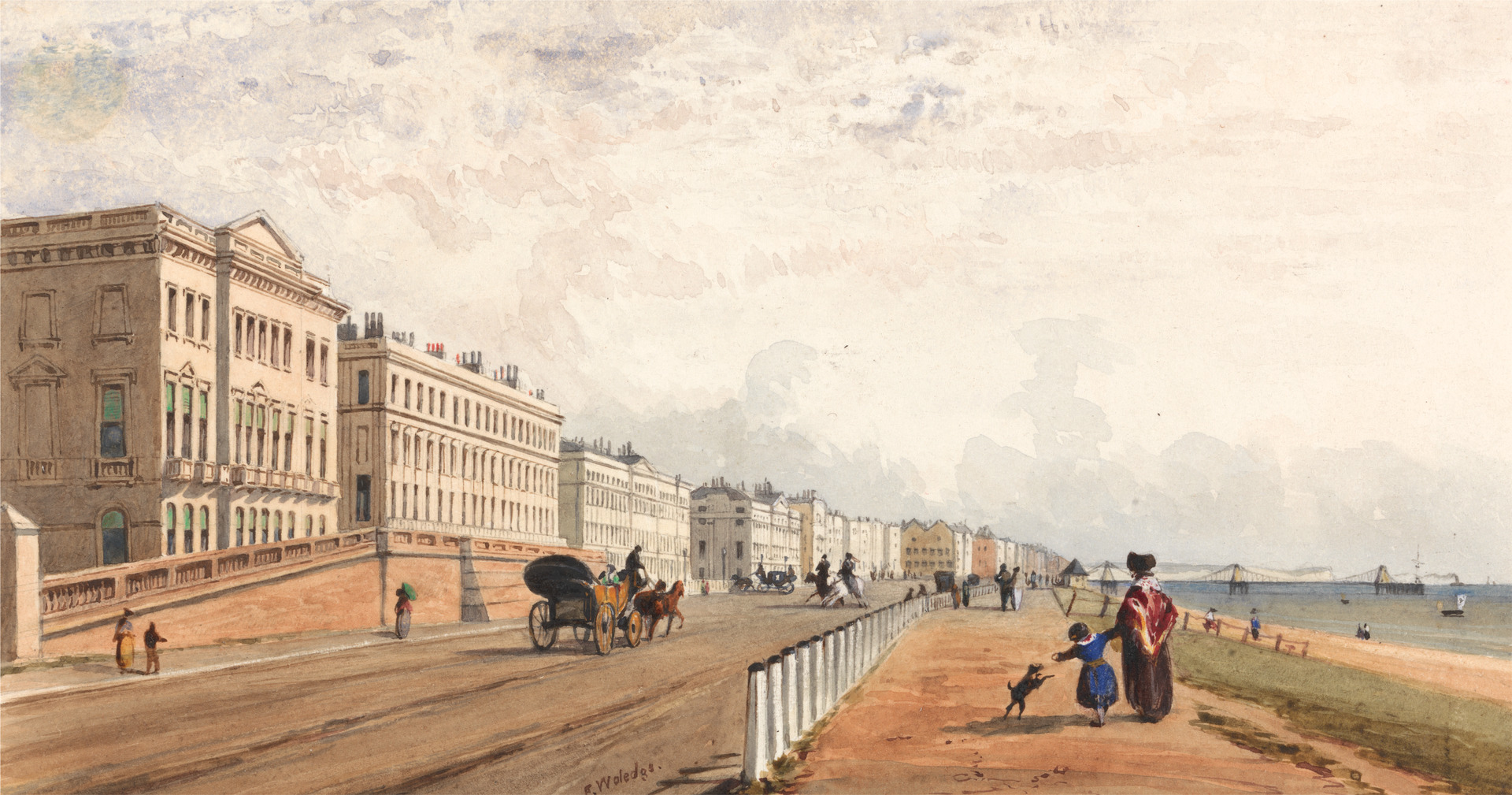
Die Promenade von Brighton mit dem Pier im Hintergrund (Aquarell von Frederick William Woledge, um 1840).

1891 stimmte der Stadtrat einem der Öffentlichkeit vorgestellten Abbruchplan der Brücke zu, da eine vollständige Renovierung unmöglich erschien. Diese Zustimmung wurde vor allem durch den Bau des größeren und moderneren Brighton Palace Pier verstärkt, der sich zu diesem Zeitpunkt in der Bauphase befand. Da der Abbruch jedoch zu hohe Kosten aufgebracht hätte, wurden verschiedene Versuche unternommen, den Pier an einen Aktionär zu versteigern. Eine britische Firma zeigte sich anfangs interessiert, entschied sich aber nach bestimmter Zeit wieder um. Weitere Versuche, den Pier zu verkaufen, scheiterten. Auch ein künftiges Nutzungskonzept blieb aus, sodass die nunmehr stark baufällige Brücke fünf weitere Jahre dem Verfall preisgegeben war.

## Zerstörung und Abbruch 1896
Am Abend des 4. Dezembers 1896 kam aus südlicher Richtung von Frankreich aus Starkwind auf. Dies hatte zur Folge, dass sich auf dem Ärmelkanal hohe Wellen bildeten. Die aufkommenden Winde versetzten das Brückendeck in eine starke Querschwingung, danach traten auch Torsionsschwingungen auf. Der sich nun verdrehende Ausleger bot dem Wind eine optimale Angriffsfläche. Zusätzlich schwächten aufschlagende Wellen die Konstruktion der Brücke zunehmend. Nach nur kurzer Zeit konnten die bereits stark korrodierten Stahlseile den Belastungen nicht länger standhalten und brachen, sodass das Brückendeck daraufhin in die Fluten des Ärmelkanals stürzte. Die oberen Bereiche der drei hinteren Pylone fielen durch den Wind und den nacheinander aufschlagenden Wellen in sich zusammen. Personen wurden während des Einsturzes weder verletzt noch getötet, da der Pier aufgrund seiner Baufälligkeit bereits einige Jahre vorher geschlossen wurde.
Am darauf folgenden Tag wurde das Ausmaß der Zerstörung sichtbar; der Sturm hatte achtzig Prozent des Piers zerstört. Einzig der vorderste Bereich blieb von den Zerstörungen weitestgehend verschont. Einzig der vorderste Pfeiler, die beiden Pavillons sowie das Gebäude der Brückenbasis waren erhalten geblieben. Der Abbruch der verbliebenen Aufbauten begann in den darauf folgenden Tagen und war bis zum Ende des Jahres 1896 abgeschlossen. Die Ketten und Rahmengerüste des erhaltenen vordersten Pfeilers kaufte eine britische Stahlbaufirma als Altmetall auf. Die als Tragpfeiler dienenden Eichenpfähle der Fundamente wurden bei Ebbe entfernt und später als Brennholz verkauft.
Nach dem Einsturz wurden die Ursachen für die Zerstörung erforscht. Man verstand zu dieser Zeit noch nicht die fatalen Auswirkungen von Wind auf solche Brückenkonstruktionen.
Nach dem Abbau der verbliebenen Überreste deuten bis heute die Pfahlstumpfe des vordersten Pfeilers auf den einstigen Standort der Brücke hin.

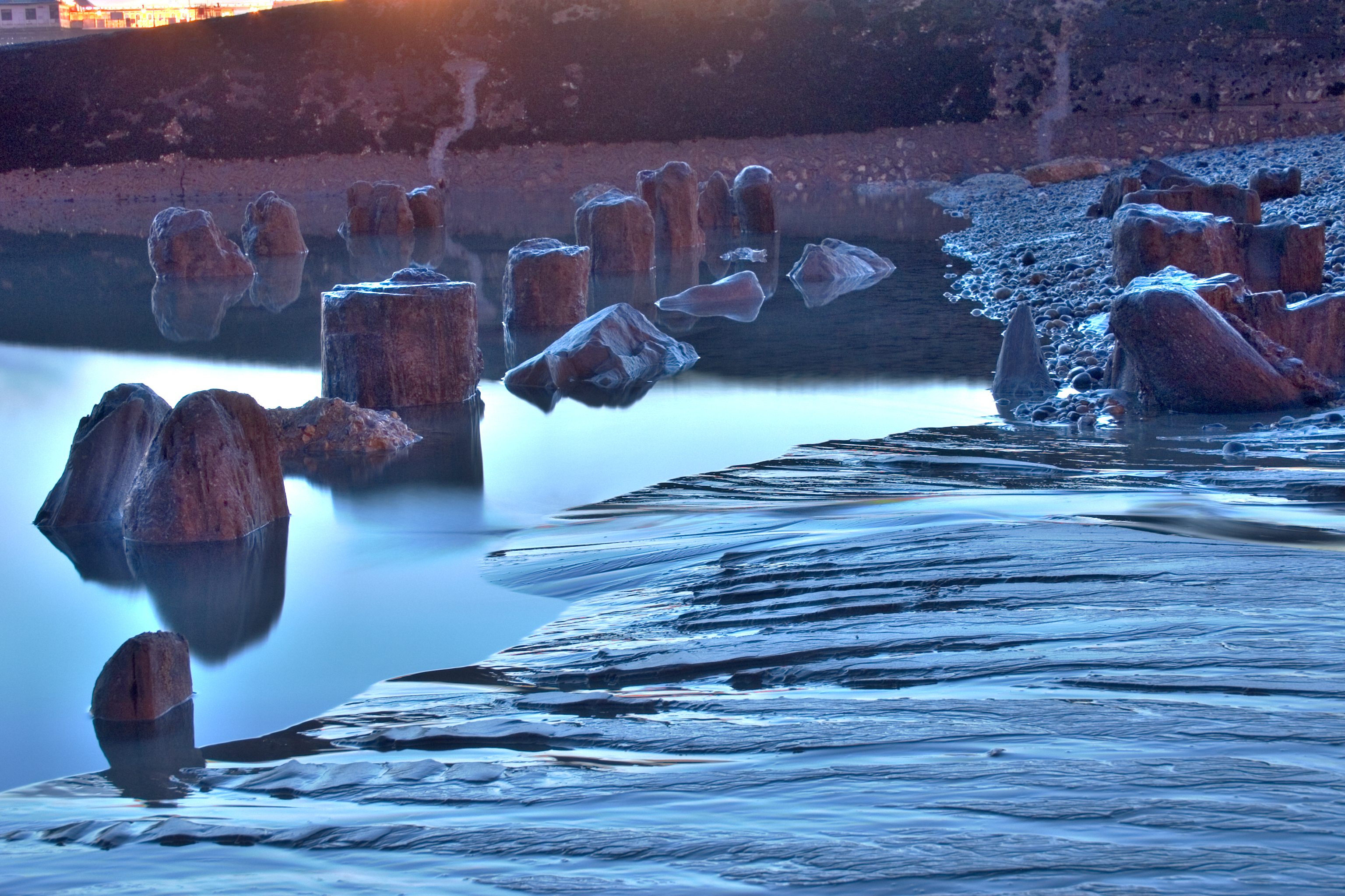
Die bei dem Abbruch erhaltenen Pfahlstumpfe des vordersten Pfeilers sind noch heute bei Ebbe sichtbar.

## Trivia
Bevor man mit dem geplanten Abriss zu Beginn der 1890er Jahre begann, verlegte man die beiden Kiosks am vordersten Bereich der Brücke auf den gerade im Bau befindlichen Brighton Palace Pier.

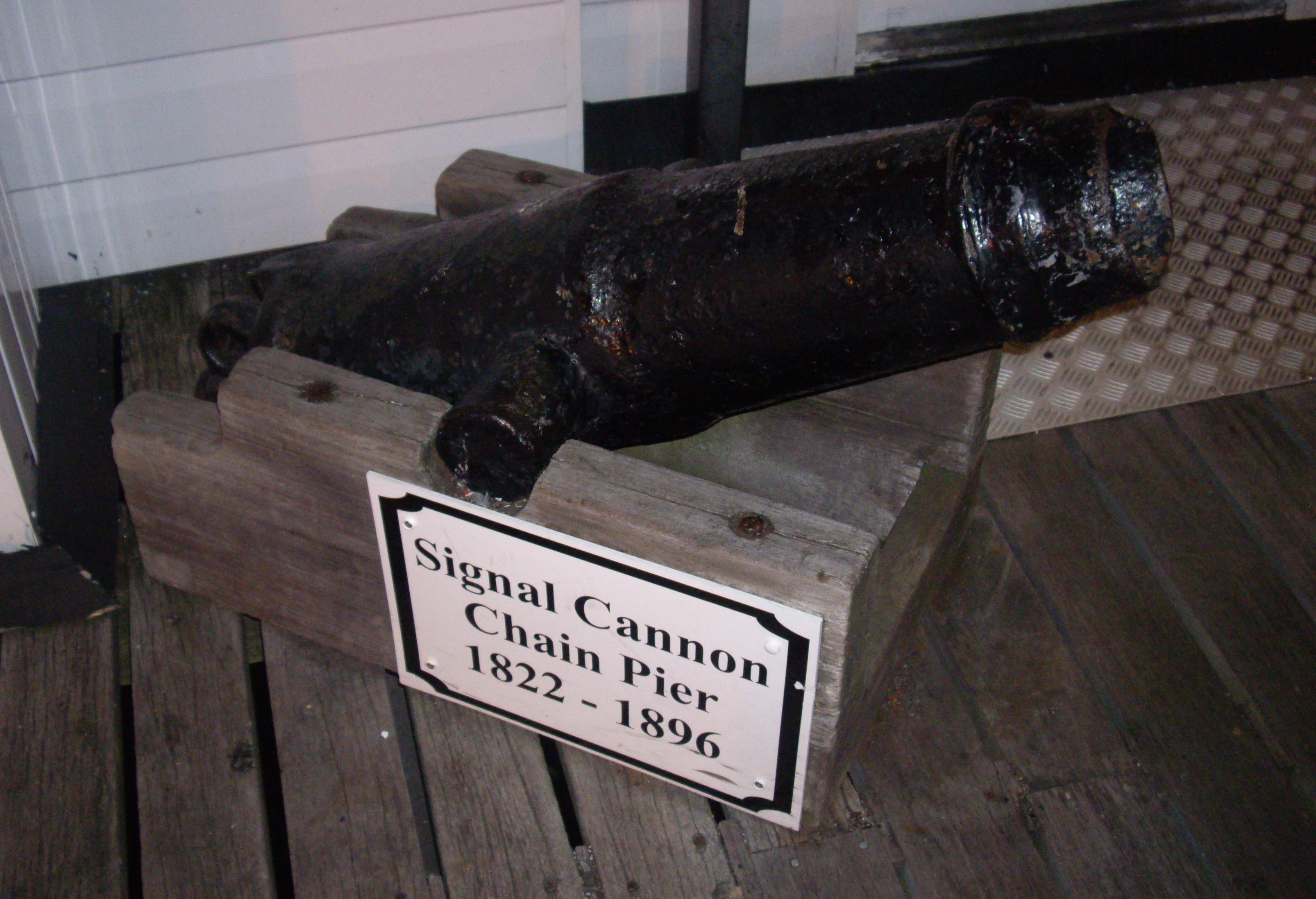
Restaurierte Signalkanone aus den 1820er Jahren.

Eine der acht Haupttrageketten, die das Brückendeck hielten, soll nach der Zerstörung durch den Sturm 1896 nicht an einen Schrotthändler verkauft worden sein, sondern im Januar 1897 in einem Abschnitt der Straße rund um den Trafalgar Square in London Verwendung gefunden haben. Man nahm an, dass diese Maßnahme die Straßenoberfläche stabiler und weniger anfällig für mögliche Absenkungen des Fahrbahnbelages machen würde.
Der Pier verfügte auch über eine kleine Kanone. Diese wurde aber nur ausschließlich zu feierlichen Anlässen oder seltener für Ankunft und Abfahrt von Passagierschiffen benutzt. Nach dem verheerenden Sturm im Jahr 1896 barg man die Kanone vom Meeresgrund. Sie wurde danach vollständig restauriert und steht heute ebenfalls auf dem Brighton Palace Pier.
Am 5. September 2010 weihte der damalige amtierende Bürgermeister Geoff Wells eine Gedenktafel zur Erinnerung an die Seebrücke ein. Die Tafel befindet sich an der Seemauer unterhalb des Max Miller Walks direkt gegenüber vom ehemaligen Standortes des alten Pier.
Der Royal Suspension Chain Pier stellte neben dem Trinity Chain Pier in Schottland und dem Seaview Pier auf der Insel Isle of Man die einzige Form eines Pier als Kettenbrücke dar. Diese beiden Brücken ähnelten sich sehr in der Konstruktion sowie dem Aussehen. Die Entwürfe von Samuel Brown, der beide Piers entwarf, beinhalteten allesamt einen unausgesteiften Brückenzug, vorzugsweise als Passantenweg. Man erkannte erst später, dass diese Bauform ungeeignet gegenüber Windkräften war und eine zu große Instabilität unter hohen Belastungen besaß.